# Ampedus sanguinolentus
Ampedus sanguinolentus es una especie de escarabajo del género Ampedus, familia Elateridae. Fue descrita científicamente por Schrank en 1776.
Esta especie se encuentra en varios países de Europa, también en Japón, China y Corea. 